# 生のアイドルが好き
『生のアイドルが好き』（なまのアイドルがすき、略称：生ドル）は、2013年4月18日から日本のニコニコ生放送、アイドル専門チャンネルPigooで配信されているドワンゴ制作の音楽情報バラエティ番組。ニコニコ生放送では毎月1回生配信、配信時間は不定期。Pigooでは有料配信。

## 略歴
2013年4月18日、乃木坂46の松村沙友理と中田花奈が旬のアイドルをゲストに迎え、トークやゲームで親睦を深める番組として配信開始。
2020年10月24日、中田花奈が乃木坂46卒業に伴い、番組MCを卒業。同年11月27日、新MCに田村真佑が就任した。
2021年7月7日、松村沙友理が乃木坂46卒業に伴い、番組MCを卒業。同年8月27日、松村を継いで矢久保美緒が新MCに就任した。

## 出演者
MC
- 田村真佑：2020年11月27日から担当[4]。
- 矢久保美緒：2021年8月27日から担当[6]。

過去のMC
- 松村沙友理：2013年4月18日から[1]、2021年7月7日まで担当[5]。
- 中田花奈：2013年4月18日から[7]、2020年10月24日まで担当[3]。

代理MC
- 川後陽菜：#27[8]
- 北野日奈子：#32[9]
- 高山一実：#43[10]
- 堀未央奈：#43[10]
- 伊藤かりん：#47[11]
- 佐々木琴子：#47[11]
- 寺田蘭世：#47[11]、48[12]、75[13]
- 和田まあや：#70[14]
- 中村麗乃：#72[15]
- 矢久保美緒：#77[16]

## コーナー

### 現在
さゆりんごのお触り占い
松村沙友理がゲストの身体を触って運勢を占うコーナー。この他、「さゆりんごのお触り占い」をアレンジした目隠しで身体を触って誰かを当てるゲームもある。
ムチャ振り対決
MCとゲストがお題に沿ってトークするコーナー。「無茶ぶりトーク」とも呼ばれる。
勝手にツインテール
松村沙友理がゲストの髪型をツインテールにするコーナー。髪型を変更している間はフリートークタイム。
おまけコーナー
Pigooのみに収録される楽屋裏のコーナー。

### 過去
中田花奈のお悩みカナ? お困りカナ?
中田花奈がゲストの悩み相談に答えるコーナー。
カナヲのエア握手会
中田花奈が扮する特徴的な個性を持つアイドルオタクの「カナヲ」が、ゲストの握手会に訪れた設定でエア握手をするコーナー。

## 配信日程
以下、ニコニコ生放送に準ずる。Pigooはニコニコ生放送で生配信されたものを60分ごとに分割して配信しているため、ニコニコ生放送の配信回とPigooの配信回は異なる。

## スタッフ
- プロデューサー：朝倉崇光[120]
- 作家・ディレクター：福田哲平